# 曹祥 (正德舉人)
曹祥（15世紀—16世紀），字世奇，南直隸蘇州府太倉州人，明朝政治人物。

## 生平
曹祥是正德五年（1510年）的舉人，年輕時居住在貧婦之家，婉拒對方授與田產，後選授建陽訓導，改任懷安教諭，嚴肅勸戒文章德行，嘉靖四年（1525年）調新昌知縣，拒絕干謁但坦然無城府，聽訟以片言決獄，間中斥罵好打官司者離境，又節省地方里甲，同時拆毀舊堰、興建堤壩防備水災，他背負最重的石頭對眾人說：「視你力量所任，辰時開始，酉時結束而罷。」不過一個月堤壩完成。新昌人少女兒，他為地方女性準備適量嫁妝，禁止溺死女嬰、拆毀淫祀，任內九年舊俗一變，仙居應大猷任吏部郎中，稱他為循吏第一，他卻因母親年老辭官，離任時千多位邑人都帶著女兒相送，說：「他是你的父母。」回鄉後不再出仕，獲推舉鄉飲大賓也不回應，八十一歲去世，兒子曹孝先、曹昌先，曹孝先有孝友、好學與文學的名聲。

## 引用
1. 1 2  民國《太倉州志·卷十八·人物二》：曹祥，字世奇，正德五年舉人，少居貧婦家，授產郤不受，選建陽訓導，遷懷安教諭，規切文行甚嚴，既而令新昌，矜直不可干請，然洞坦無鉤距，聽訟以片言決，每扶至十止曰：「且歸逐而婦耕。」間擿一二訟猾斥之境外，省里甲悉力備，荒築隄禦溪水，有堰礙水梗於豪，祥立決之；作嫁程、戒溺女、毀淫祀，在新昌九載俗大變，邑當孔道獨不事廚傳，仙居應大猷為吏部郎，稱祥循吏第一，以母老歸遂不復仕，鄉飲舉大賓弗應，年八十一卒，子孝先、昌先，孝先孝友好學有文名。
2. ↑  民國《新昌縣志·卷十·人物》：曹祥，字世奇，太倉人，領鄕薦為新昌令，嘉靖四年任，節省里甲，悉力備荒，歷任九載 原職官志注 洞坦不設鈎鉅，訟者片語而決，間擿一二訟師斥之境外；民多弗舉女，祥乃為嫁程，若嫁厚者責計裝奩，及棄女者以次受法。欲築堤捍水，親行水次、吏民畢從，乃手一最重石肩筐土，吿衆曰：「視吾力所任而準，辰而出，酉而罷，亦視吾出入為準。」不易月堤成；為令九年其俗一變，比代邑人之有女者以千數，攜而送曰：「此爾父也母。」卒遂不復仕。 志稿本通注增